# Templo e Cemitério de Confúcio e Mansão da Família Kong em Qufu
O Templo, Cemitério e Mansão da Família de Confúcio, encontram-se na Cidade de Qufu (Tchiufu), na Província de Shandong (Shantung), na República Popular da China. O templo foi construído em 478 a.C., tendo sido destruído e reconstruído ao longo de diversos séculos; é composto por mais de cem edifícios.
O cemitério contém o túmulo de Confúcio e os restos mortais de mais de cem mil dos seus descendentes. O túmulo de Confúcio é composto, simplesmente, por um pequeno monte de terra, marcado por uma estela de pedra. A pequena casa da Família Kong se tornou uma residência aristocrática gigantesca da qual 152 edifícios permanecem. Este conjunto de monumentos manteve-se até os nossos dias graças à devoção de sucessivos imperadores chineses, ao longo de mais de 2000 anos.
Os locais são classificados pela UNESCO como Património Mundial

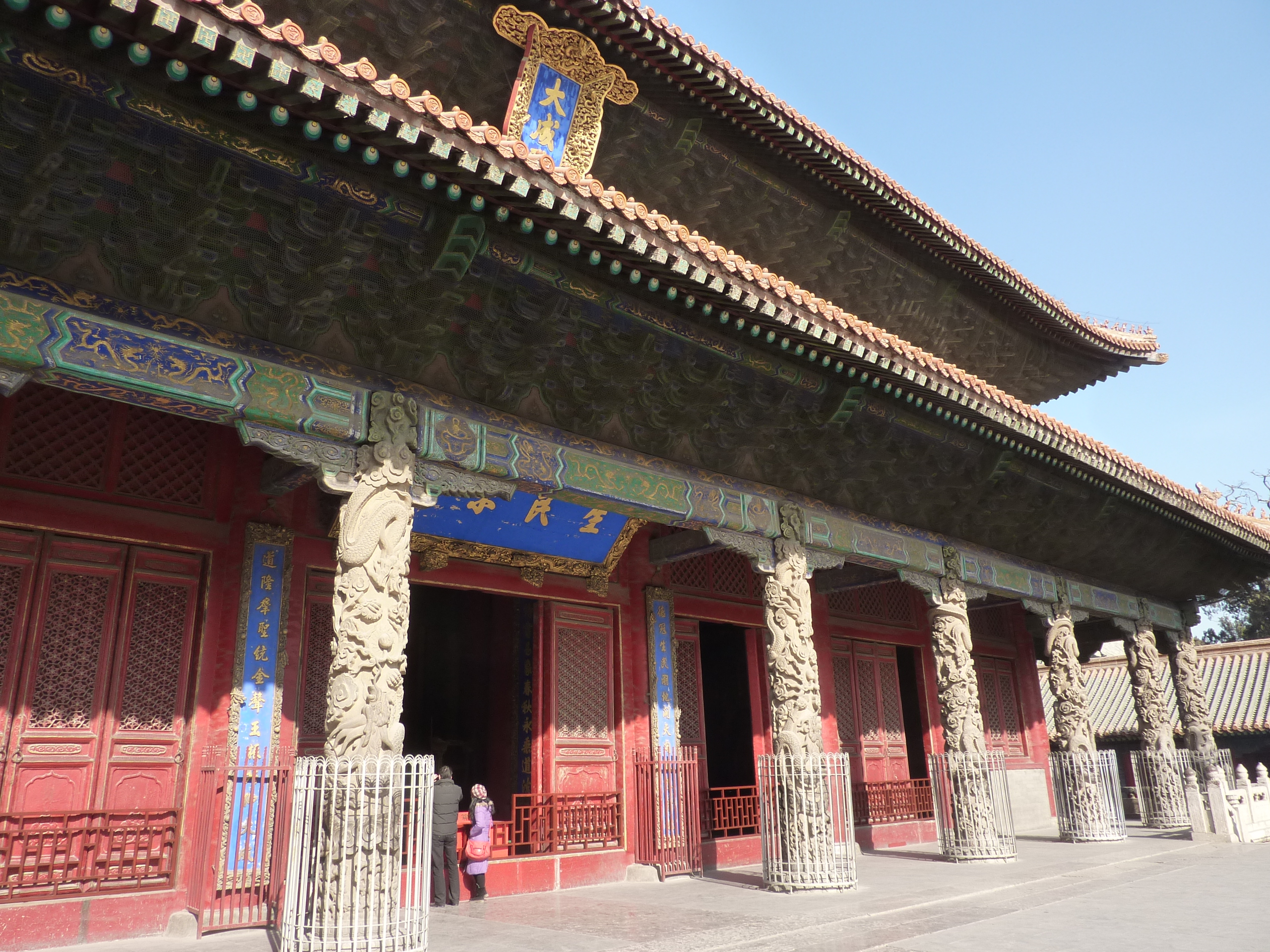
Templo de Confúcio - O Salão do Grande Perfeição (Dacheng Dian)
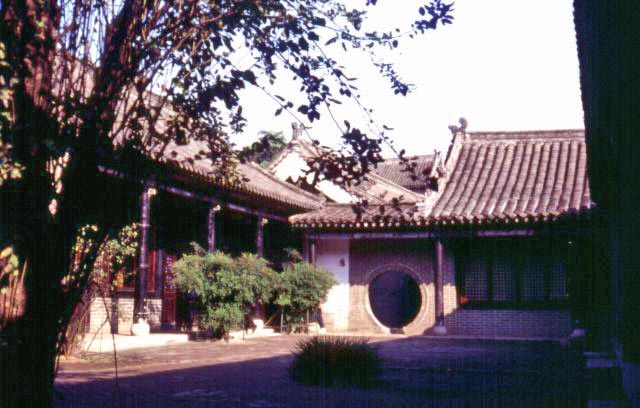
Mansão Kong - Pátio Interno
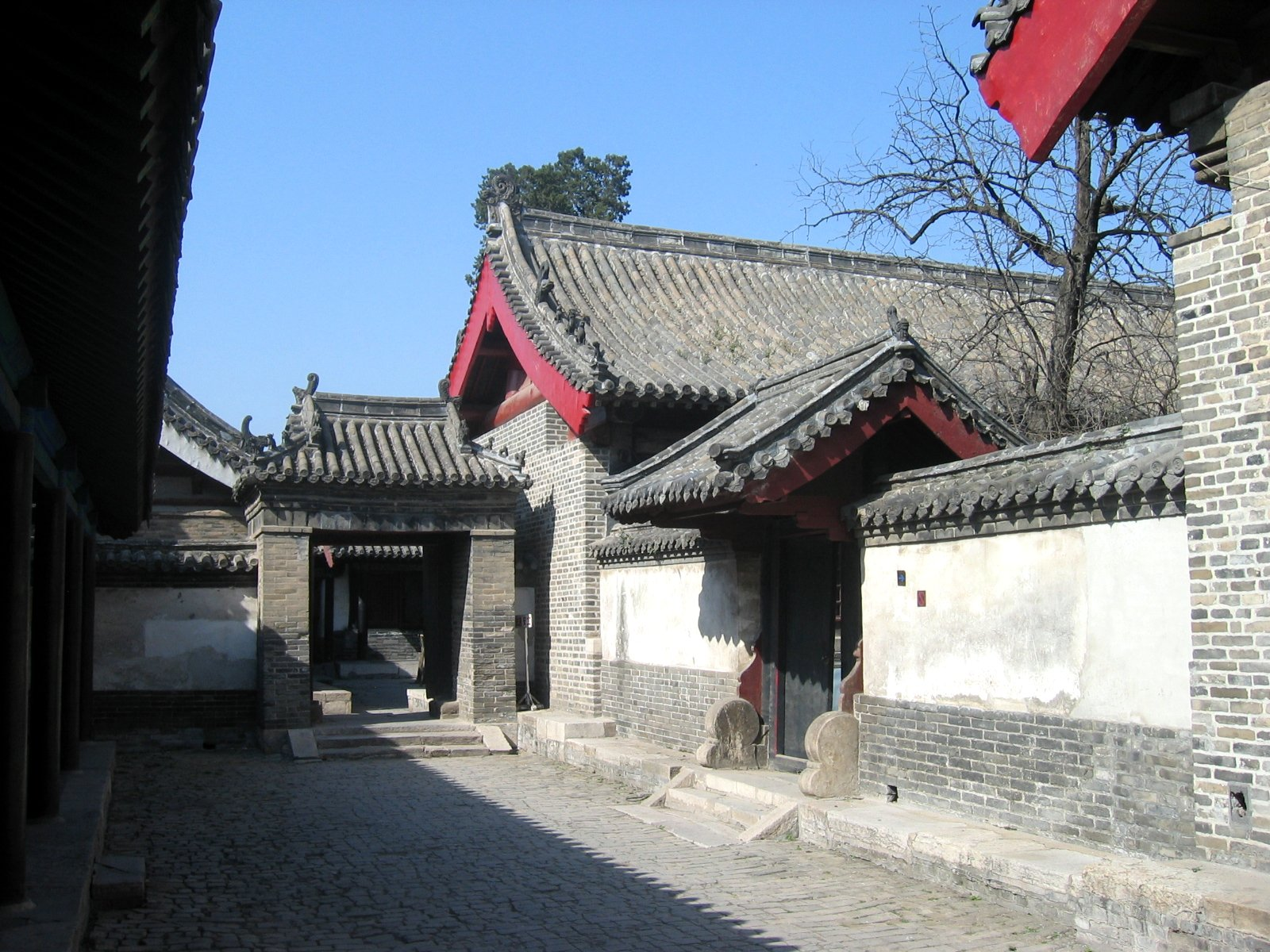
Mansão Kong - Pátio Interno
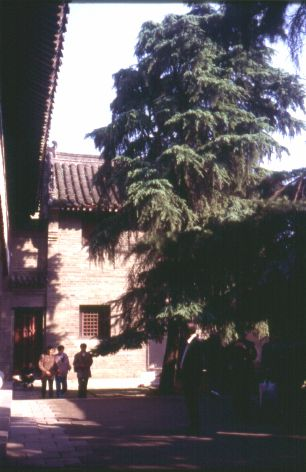
Mansão Kong - Pátio Interno
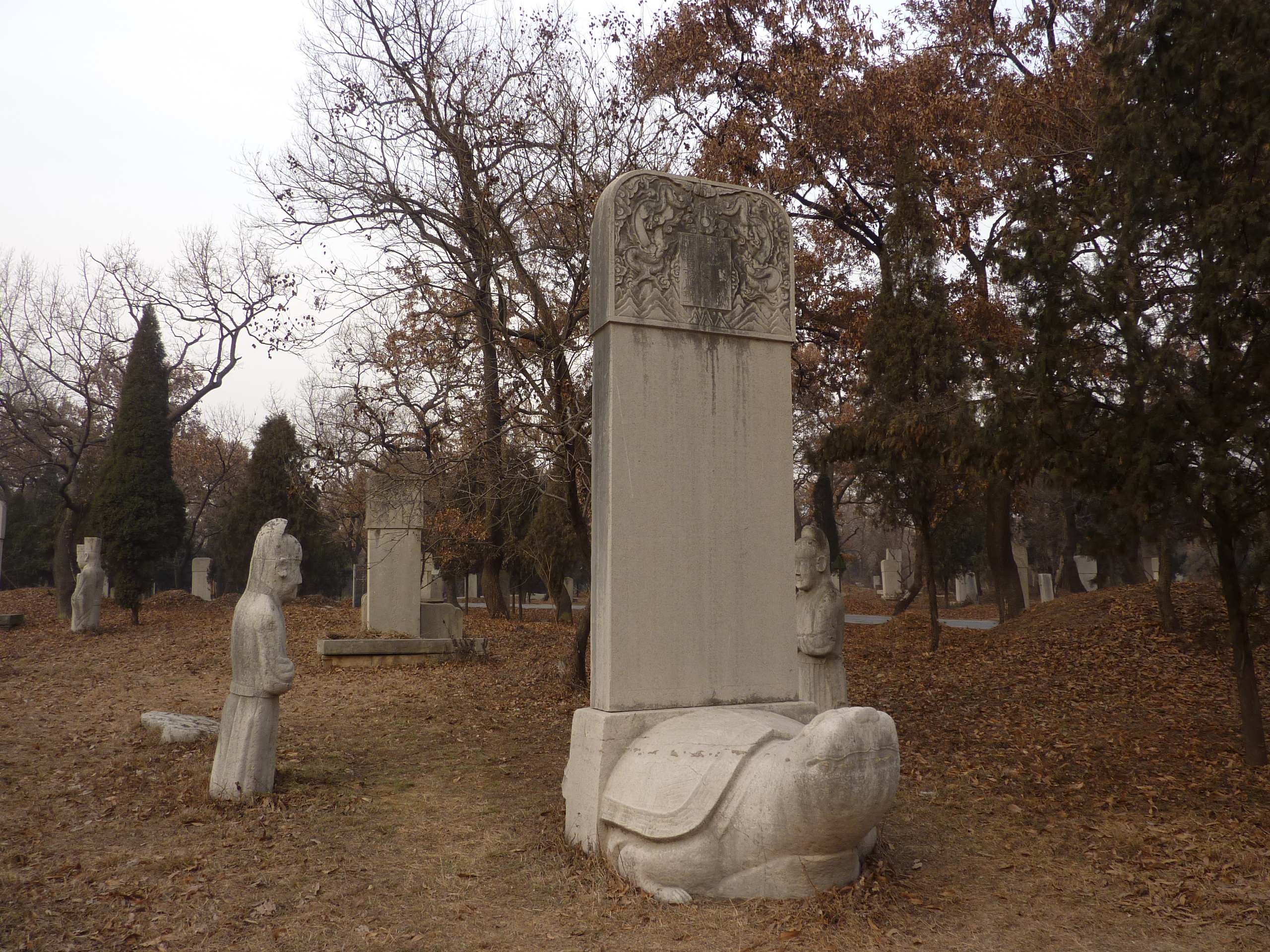
Cemitério de Confúcio (monumentos no túmulo de Kong Yanjin, um descendente de Confúcio na geração 59)